# Oxyporus neotropicus
Oxyporus neotropicus är en svampart som beskrevs av Ryvarden 2004. Oxyporus neotropicus ingår i släktet Oxyporus, klassen Agaricomycetes, divisionen basidiesvampar och riket svampar.   Inga underarter finns listade i Catalogue of Life.